# Buttlar (Adelsgeschlecht)

Wappen derer von Buttlar

Buttlar (auch Butler, Buttler oder Treusch von Buttlar) ist der Name eines alten fränkisch-hessischen Adelsgeschlechts. Die Herren von Buttlar gehören zum Uradel in Buchonia. Zweige der Familie gelangten auch nach Westfalen, Sachsen, Preußen, Kurland, Frankreich, Polen, Russland sowie Ungarn und bestehen teilweise noch heute. Die in Hessen landsässigen Buttlar und Treusch von Buttlar gehören seit 1660 und bis in die Gegenwart der Althessischen Ritterschaft, der ältesten Stiftung in Hessen, an.

## Geschichte

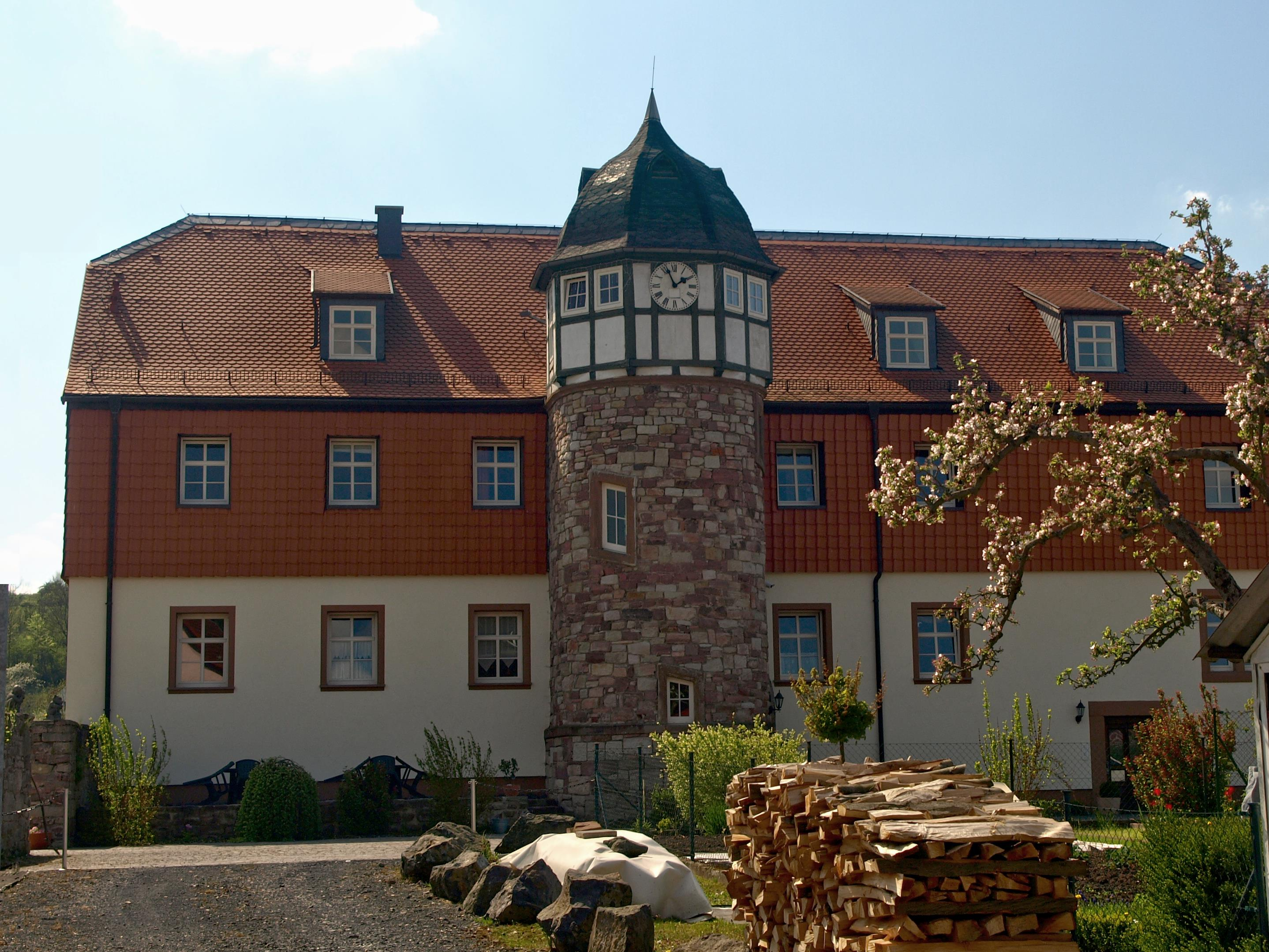
Der Stammsitz Schloss Buttlar

### Herkunft
Ursprünglich waren Mitglieder der Familie Ministeriale des Hochstifts Fulda. Der namengebende Stammsitz Buttlar an der Ulster im Grabfeldgau ist heute eine Gemeinde im Wartburgkreis in Thüringen.
Das Geschlecht trat urkundlich erstmals im Jahre 1170 mit Hartnid de Butelir auf. Im Jahr 1233 erschien Johann de Buttlar als fuldaischer Marschall und 1246 Hartung de Buttlar als Mitstifter des fuldaischen Klosters Mariental. Cyriacus Spangenberg erwähnte in seinem Adelsspiegel II. 1234 Simson von Buttlar und Andreas von Buttlar 1369 als Kriegshelden. Ein Andreas von Buttlar war 1370 Hauptmann von Nordhausen.
Die Familien von Buttlar und Treusch von Buttlar sind stammes- und wappenverwandt. Die von Germar sind wahrscheinlich ebenfalls mit diesen verwandt.

### Linien und Ausbreitung
Das Geschlecht war schon ab dem 13. Jahrhundert in drei Stämme geteilt, von denen der mittlere den Beinamen „Troysch“ annahm, woraus dann urkundlich zum ersten Mal im Jahre 1324 das Prädikat „Treusch“ wurde.

#### Thüringische Zweige
Neben dem Stammsitz Buttlar hielten die Herren von Buttlar im heutigen Thüringen ab 1432 einen Anteil von Schloss Wildprechtroda. Ihr erster Burgsitz war das Alte Schloss, wohl die ursprünglich Frankensteinsche Wasserburg. Das heutige Schloss wurde im 16. Jahrhundert im Renaissancestil errichtet und war Sitz der Seitenlinie Butler-Wildprechtroda, zu der später auch der Besitz im fünf Kilometer entfernten Nachbarort, das Schloss Leimbach, gehörte. Schloss Wildprechtroda wurde nach der Deutschen Wiedervereinigung 1996 von Otto von Butler zurückerworben.
Ein Zweig der Butler von Wildprechtroda sitzt seit 1831 auf dem Gut Heldritt im Landkreis Coburg. Ein Zweig war auch in Grumbach ansässig. Hans Melchior von Buttlar erwarb 1622 Schloss Feldeck. Ab 1600 wurde der Wohnturm zu einem Schloss ausgebaut. Dieses blieb bis zur Enteignung im Jahr 1945 im Familienbesitz derer von Butler und wurde nach der Wende von Generalmajor a. D. Ruprecht von Butler aus Heldritt wieder zurückerworben.

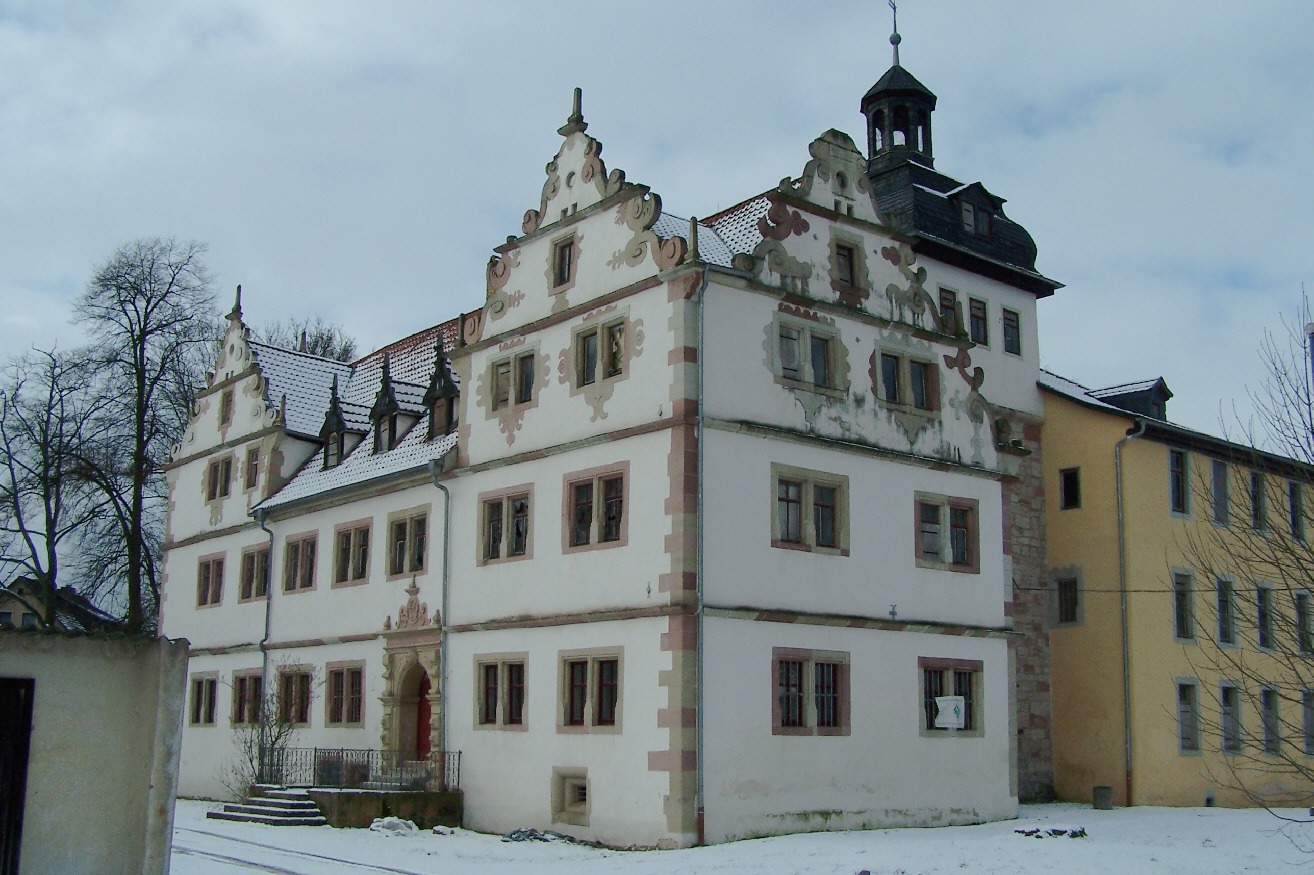
Schloss Wildprechtroda, seit 1432 im Besitz derer von Butler
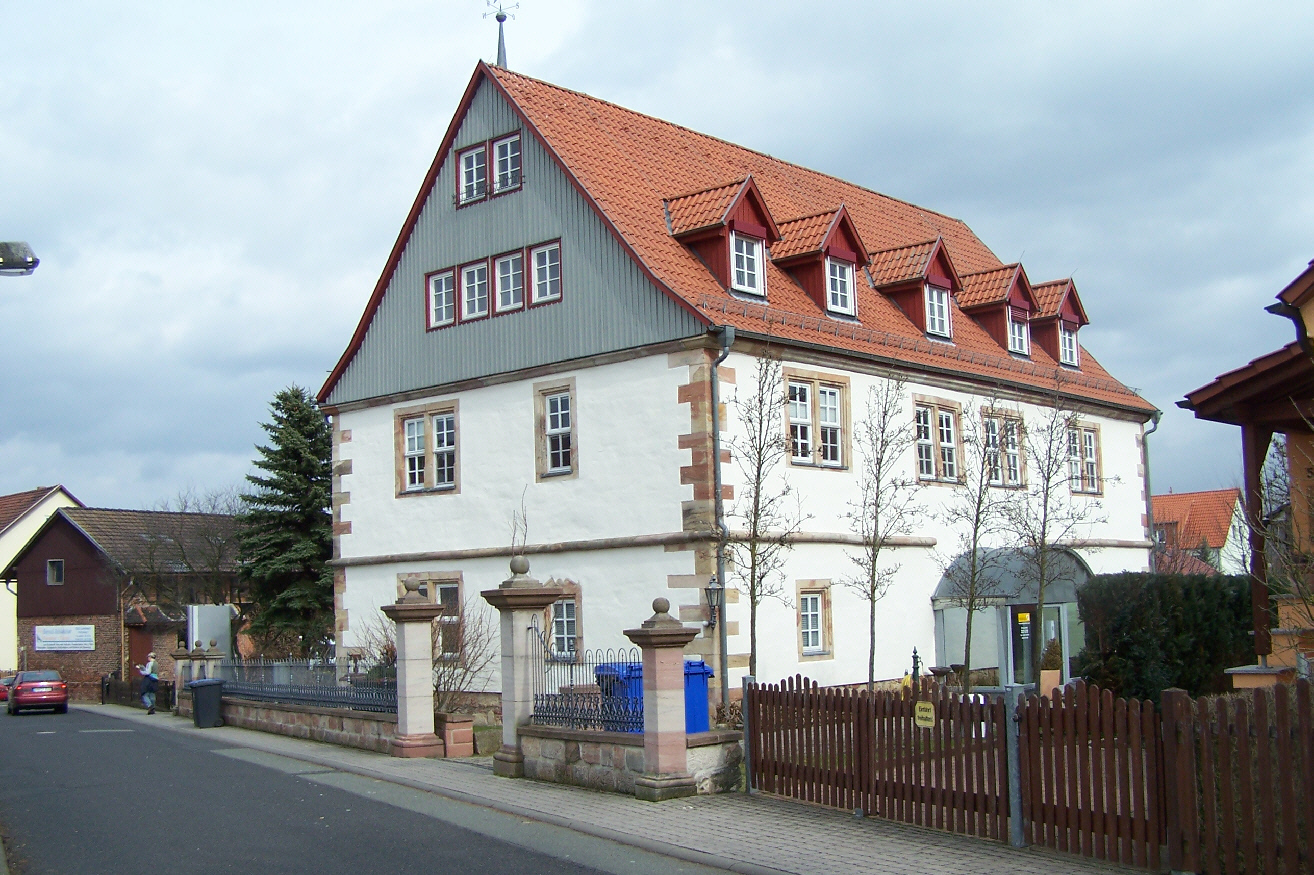
Schloss Leimbach
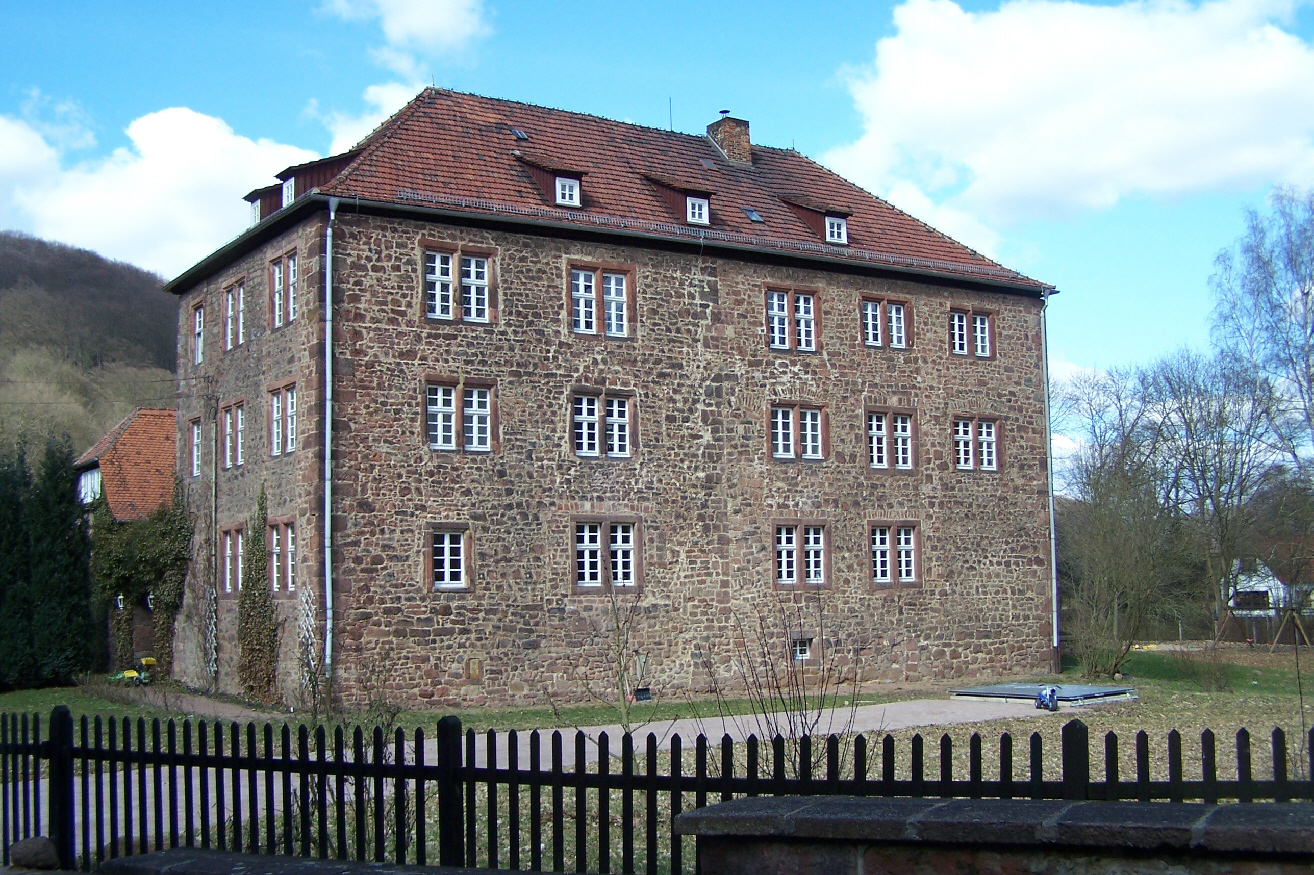
Schloss Feldeck, seit 1622 im Besitz derer von Butler
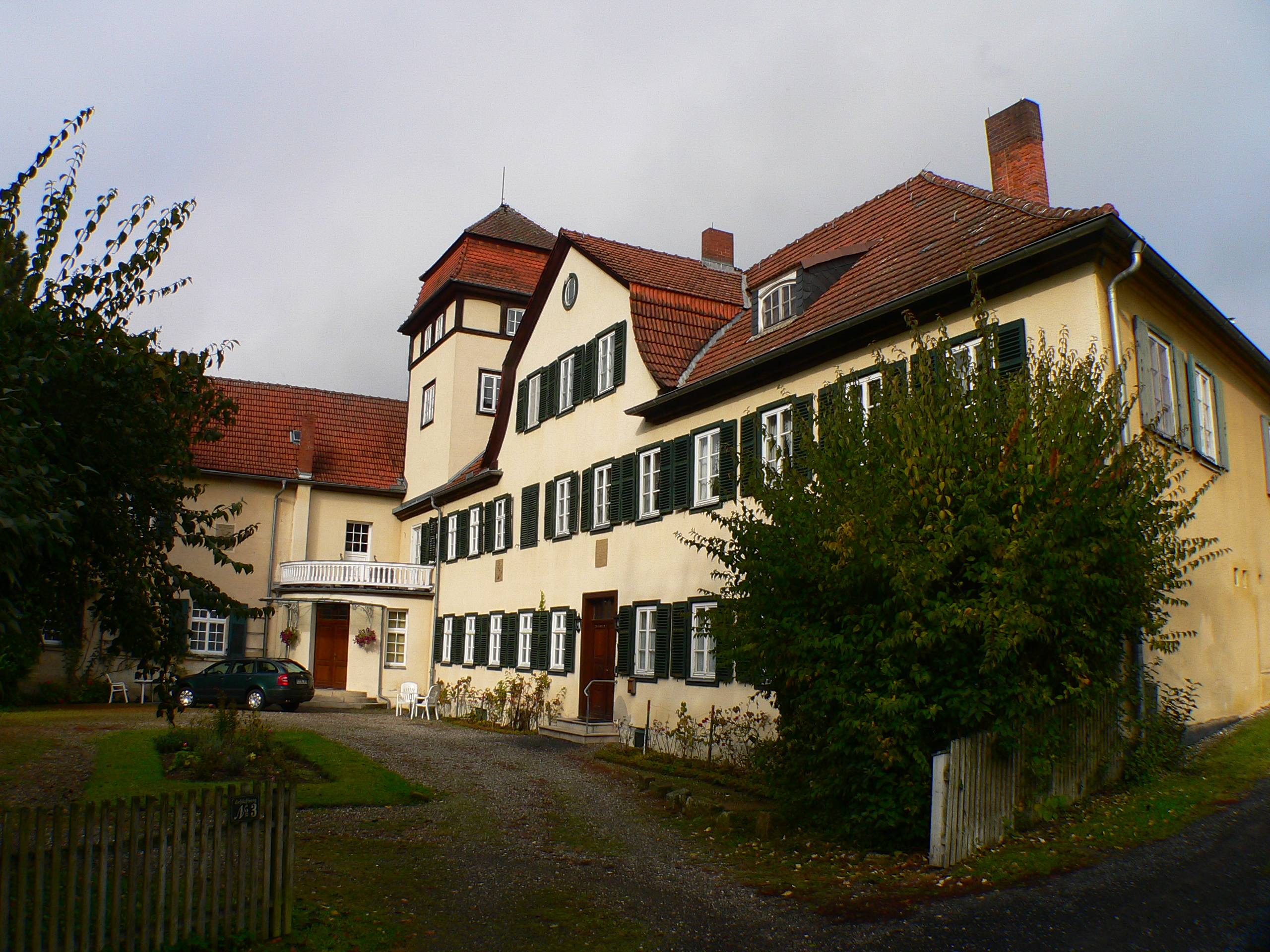
Oberes Schloss Heldritt, seit 1831 im Besitz derer von Butler

Schon früh gehörten sie zur Burgmannschaft der fuldaischen Burgen Neuerburg und Völkershausen. Der Zweig zu Völkershausen besaß unter anderem die Herrschaft Vacha (Berthold und Apel von Buttlar werden 1360 als Burgmannen auf der Burg Wendelstein zu Vacha genannt). Aus diesem Zweig stammte Günther von Buttlar († 1466), der zum Malteser-Ordensmeister in Deutschland gewählt wurde. Sein Neffe Reichard von Buttlar war um 1500 Komtur zu Würzburg. Ebenfalls zu diesem Zweig gehörte Friedrich Otto von Buttlar († 1726), Sohn des Generalmajors des oberrheinischen Kreises Johann Christoph von Buttlar, der unter dem Namen Constantin 1714 zum Fürstabt von Fulda erwählt wurde. Aus dieser Linie kamen auch Franz Adolph Freiherr von und zu Buttlar, kurtrierischer Oberstallmeister und fürstlich-fuldaischer Geheimrat, und der Burgmann zu Friedeberg, kurtrierischer Kammerherr und Hofrat zu Fulda Johann Philipp Adelbert Freiherr von Buttlar.

#### Hessische Zweige
Die Buttlar in Hessen besaßen unter anderem die Burgen bzw. Schlösser Ziegenberg bei Witzenhausen, Elberberg (seit 1559 bis heute) und Riede (1825–2007), beide bei Naumburg. Außerdem gehörten die Güter Ermschwerd (bis heute) und Friemen zum Familienbesitz.
Vermutlicher Stammvater dieser Linie war Werner von Buttlar, der 1313 durch Heirat mit der Erbtochter des letzten Dynasten von Ziegenberg Ansprüche auf die Herrschaft Ziegenberg erwarb. Das Dorf Ermschwerd kam 1486 als Zubehör der Burg Ziegenberg als Pfandschaft des hessischen Landgrafen Ludwig I. für 1900 Gulden an dessen Hofdiener Georg von Buttlar (der Ältere, 1408–1489). Georg (der Jüngere) von Buttlar erhielt 1494, unter Verzicht auf die von seinem Vater gezahlte Pfandsumme von 1900 Gulden, die Burg und Herrschaft Ziegenberg mit allem Zubehör, einschließlich der Gerichtsbarkeit, als Mannlehen von Landgraf Wilhelm II. von Hessen. Nach dem Tod von Georgs Sohn Erasmus (Asmus) von Buttlar (1495–1541) verfiel die Burg und wurde teilweise abgebrochen. Seine Witwe, Margarethe von Boineburg gen. von Honstein (1503–1554), war die Bauherrin von Schloss Ermschwerd, wahrscheinlich um ihrem jüngsten Sohn Heimbrod von Buttlar (1541–1609), der nur wenige Monate vor dem Tod seines Vaters geboren wurde, einen angemessenen Wohnsitz zu schaffen. Heimbrod erhielt bei der endgültigen Teilung des väterlichen Erbes im März 1571 das Gut Ermschwerd und Anteile an den benachbarten Gütern Stiedenrode und Freudenthal sowie in Elberberg und Laubach; er wurde Stammvater der Ermschwerder bzw. Elberberger Linie des Hauses Buttlar. Sein ältester Bruder Jost Oswald von Buttlar (1534–1594) wurde Stammvater der Linie Buttlar-Ziegenberg. Die Freiherren von Buttlar-Ziegenberg besitzen bis heute das Gut Stiedenrode.
Die Ziegenberger Linie teilte sich in drei Zweige, Ziegenberg, Stiedenrode und Friemen.
Nach dem Tode Kurts von Elben im Jahr 1535 erlangten die von Buttlar durch Erbschaft – zunächst im Rahmen einer Ganerbenschaft – mit dem Schloss Elberberg einen weiteren großen und zusammenhängenden Grundbesitz neben der Herrschaft Ziegenberg und dem Stammgut Buttlar in der Rhön.
1804 erwarb die Linie Buttlar-Elberberg auch den seit der brüderlichen Teilung 1571 buttlar-ziegenbergischen Anteil an den Gütern zu Elberberg und wurde damit Alleinbesitzer. 1813 verkauften sie ihre Ermschwerdschen Güter. 1826 kauften die von Buttlar-Elberberg das Gut Riede von dem hessischen Kurfürsten Wilhelm II. Über die Allodialgüter zu Elben, Elberberg mit Waldhof, Kirchberg und Riede errichteten sie 1826 einen Fideikommiss. 1852 wurden die ehemaligen Lehensgüter zu Elberberg, Kirchberg und Ziegenhagen dem Familienfideikommiss zugeteilt, der 1926 durch eine Familienstiftung ersetzt wurde. Nach Auflösung der Stiftung 1955 wurden die land- und forstwirtschaftlichen Besitzungen zu Elberberg, Waldhof, Riede und Glashütte Ziegenhagen unter die Genussberechtigten real geteilt.

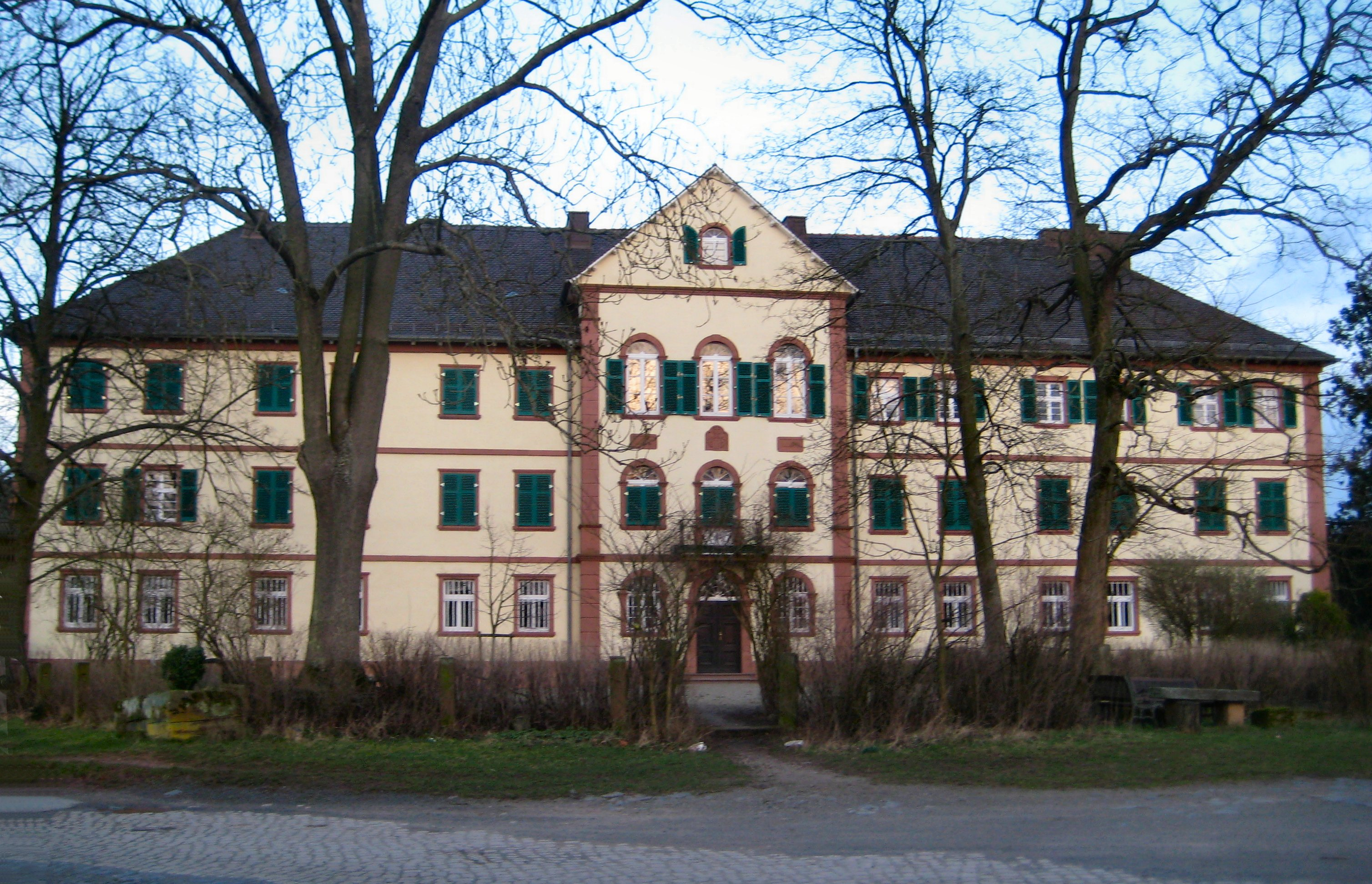
Schloss Elberberg, seit 1559 im Besitz der Familie
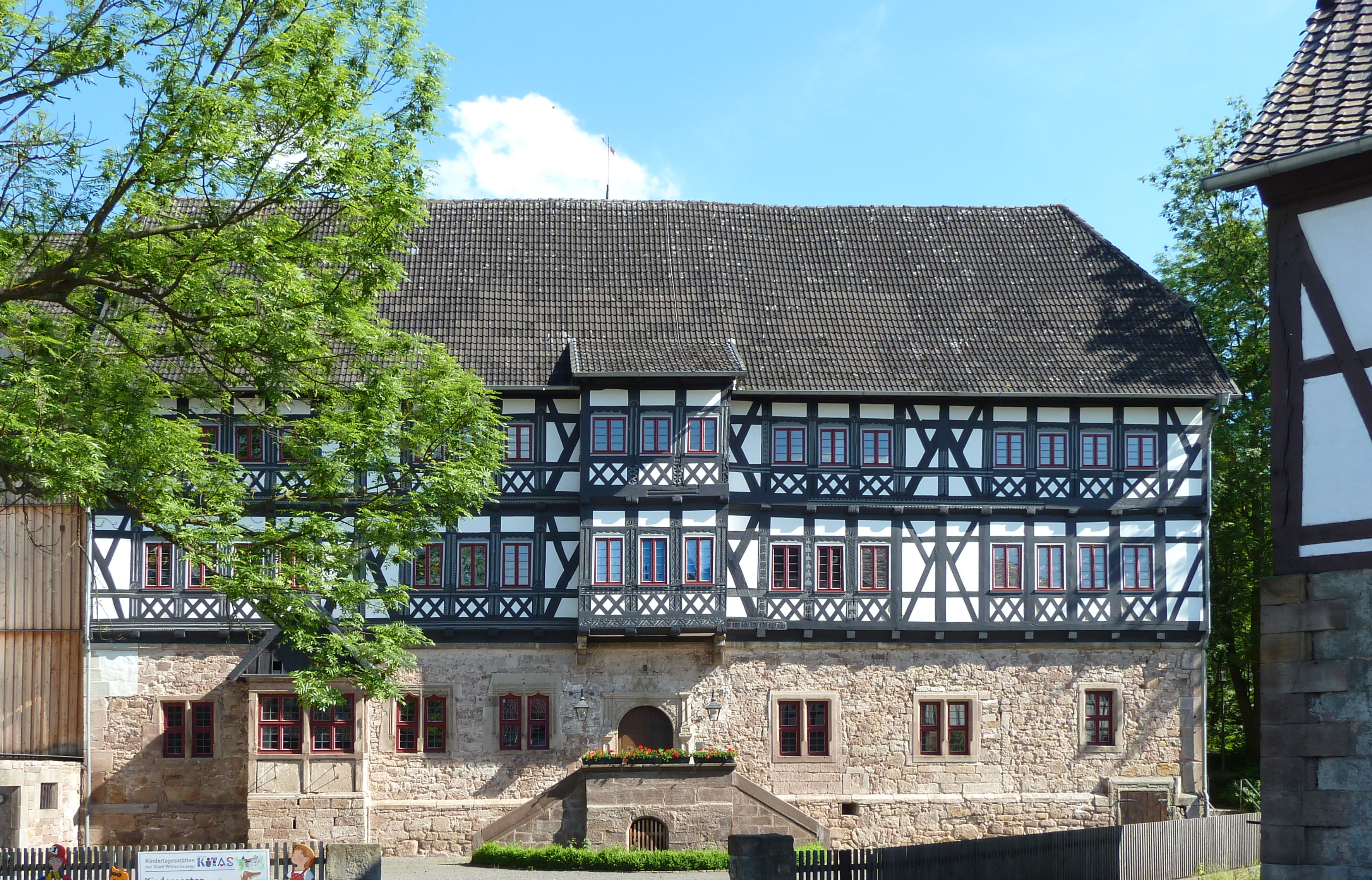
Schloss Ermschwerd, erbaut ca. 1550, bis 1813 im Besitz der Familie
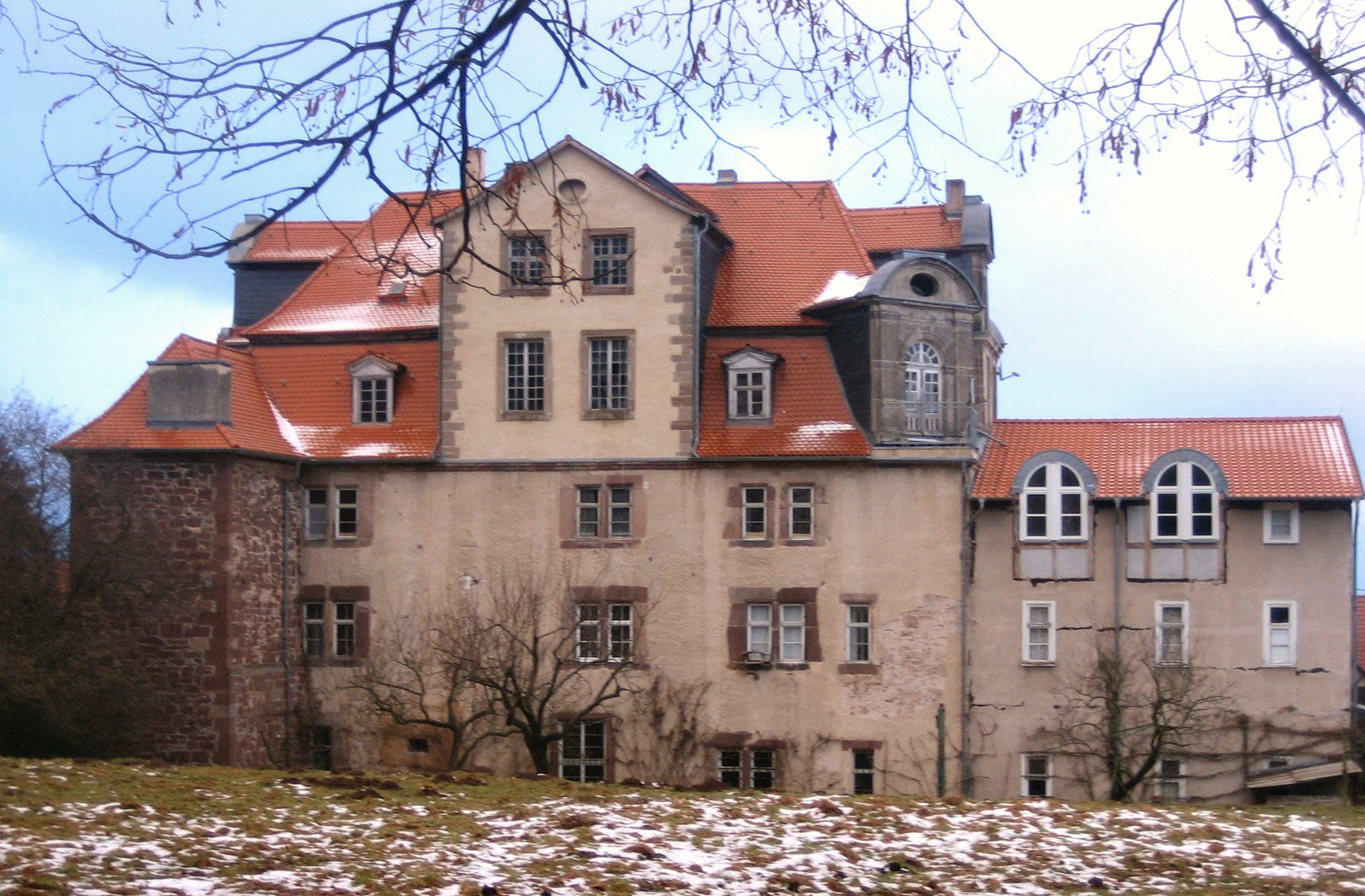
Schloss Riede, 1825–2007 im Besitz der Familie

#### Kurländische Linie
Stammvater der Kurländischen Linie war vermutlich Berthold von Buttlar, der Mitte des 13. Jahrhunderts erschien. Er kämpfte mit den Schwertbrüdern in Livland, heiratete später und konnte den Stamm fortsetzen.

#### Fränkische Linie
Als reichsfreies Geschlecht in Franken gehörte die Familie bis etwa 1760 zum Ritterkanton Rhön-Werra. Wegen des Besitzes bzw. Teilbesitzes von Kirchschönbach, Krautheim und Herledorf waren Angehörige des Geschlechts von 1650 bis 1760 im Ritterkanton Steigerwald und von 1560 bis 1650 im Ritterkanton Altmühl des Fränkischen Ritterkreises immatrikuliert. Einer der fränkischen Zweige hatte Anfang des 16. Jahrhunderts zu Gunzenhausen im Fürstentum Ansbach-Bayreuth Besitz. Deren Angehörige waren fast ausnahmslos in brandenburg-ansbachischen Diensten. Mit dem Tod von Carl von Buttlar 1718 erlosch dieser Zweig im Mannesstamm. Er vermachte den gesamten Besitz seinem Landesherrn. Aus dem fränkischen Zweig zu Krauthausen kam Philipp Constantin von Buttlar, Sohn des fürstlich-würzburgischen Kammerherrn und Oberstleutnants Carl Heinrich von Buttlar. Er trat 1740 in königlich-preußische Dienste und starb als Major, nachdem er in allen Schlesischen Kriegen gekämpft hatte.

#### Treusch von Buttlar
Ab Mitte des 14. Jahrhunderts erschien ein Stamm unter dem Namen Treusch, später auch Treusch von Buttlar, vermutlich benannt nach dem Dorf Treischfeld – heute Ortsteil der Marktgemeinde Eiterfeld. Der Zusatz „Treusch“ (oder „Troysch“) kommt urkundlich zum ersten Mal im Jahre 1324 vor und wurde von Curt III. an für alle Glieder seines Stammes üblich. Eine Verwandtschaft zum fränkischen Uradelsgeschlecht ist sehr wahrscheinlich, denn sie führen ein ähnliches, nur in der Helmzier unterschiedliches Wappen. Beide Familien sind bis heute in der weiterhin bestehenden Althessischen Ritterschaft eingeschrieben.
Die Treusch von Buttlar waren ab 1550 Alleineigentümer der Burg Brandenfels (bei Herleshausen im heutigen Werra-Meißner-Kreis) oberhalb von Markershausen mit den umliegenden Dörfern Nesselröden, Willershausen, Holzhausen, Unhausen und Archfeld sowie Hohenhaus. Sie nannten sich seither Buttlar von Brandenfels genannt Treusch, später Treusch von Buttlar-Brandenfels.
Der Treusch-Stamm verzweigte sich seit 1488 in die ältere Hauptlinie zu Altenfeld und in die jüngere Hauptlinie zu Willershausen. Letztere spaltete sich wiederum in die Linien zu Markershausen und Willershausen, die Linie zu Markershausen wiederum in zwei Linien, die des Ober- und des Unterhauses in Markershausen. Die schwäbische Burg Bichishausen befand sich in der ersten Hälfte des 16. Jahrhunderts im Besitz der Familie.
Ein Familienzwist mit fatalen Folgen und mit Hans Hermann Wilhelm Treusch von Buttlar als zentraler Figur diente, neben Christian Schubarts Zur Geschichte des menschlichen Herzens (1775), Friedrich von Schiller als Anregung und Hintergrund zu seinem Drama Die Räuber. Treusch von Buttlar, der bereits den Besitz seines ihm als Mündel überantworteten epileptischen Schwiegervaters Erhard von Lentersheim an sich gebracht hatte, ließ aus Habgier seine Schwiegermutter Louisa von Lentersheim durch von ihm bezahlte Meuchelmörder am 7. Dezember 1727 erdrosseln. Ein jahrelanges Inquisitionsverfahren endete schließlich ohne Verurteilung.

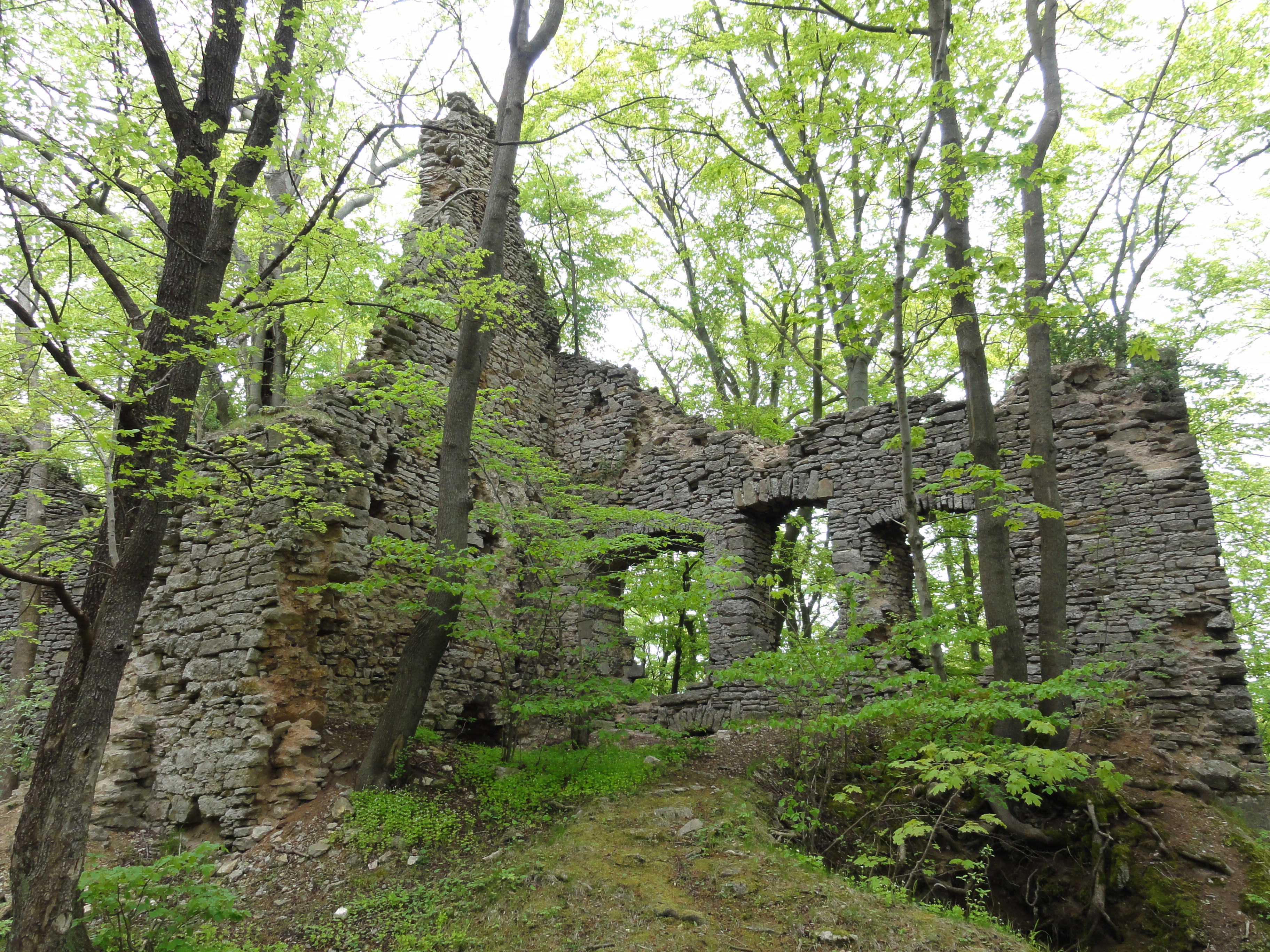
Burg Brandenfels
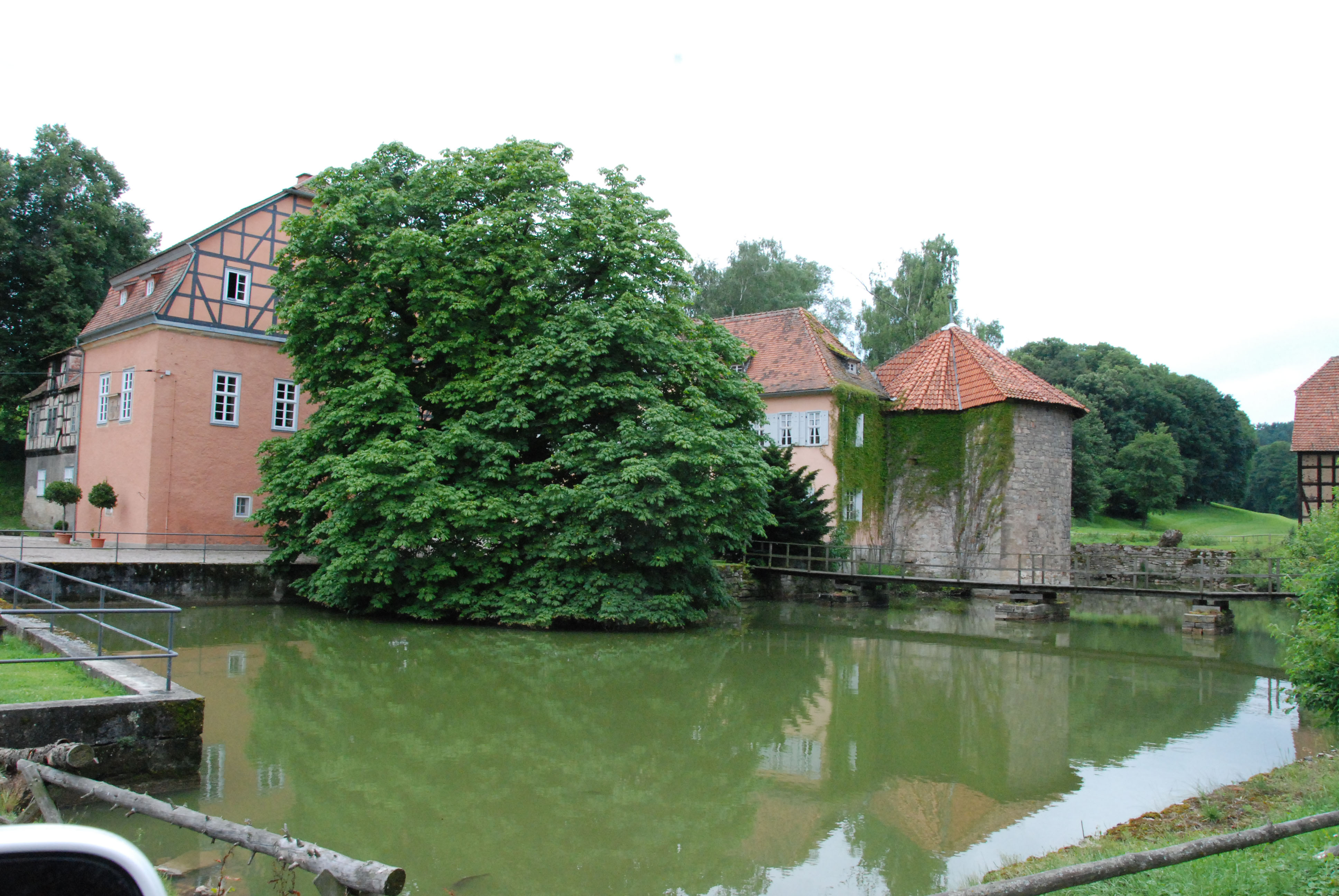
Schloss Willershausen (1383–1757 im Besitz der Familie Treusch von Buttlar)
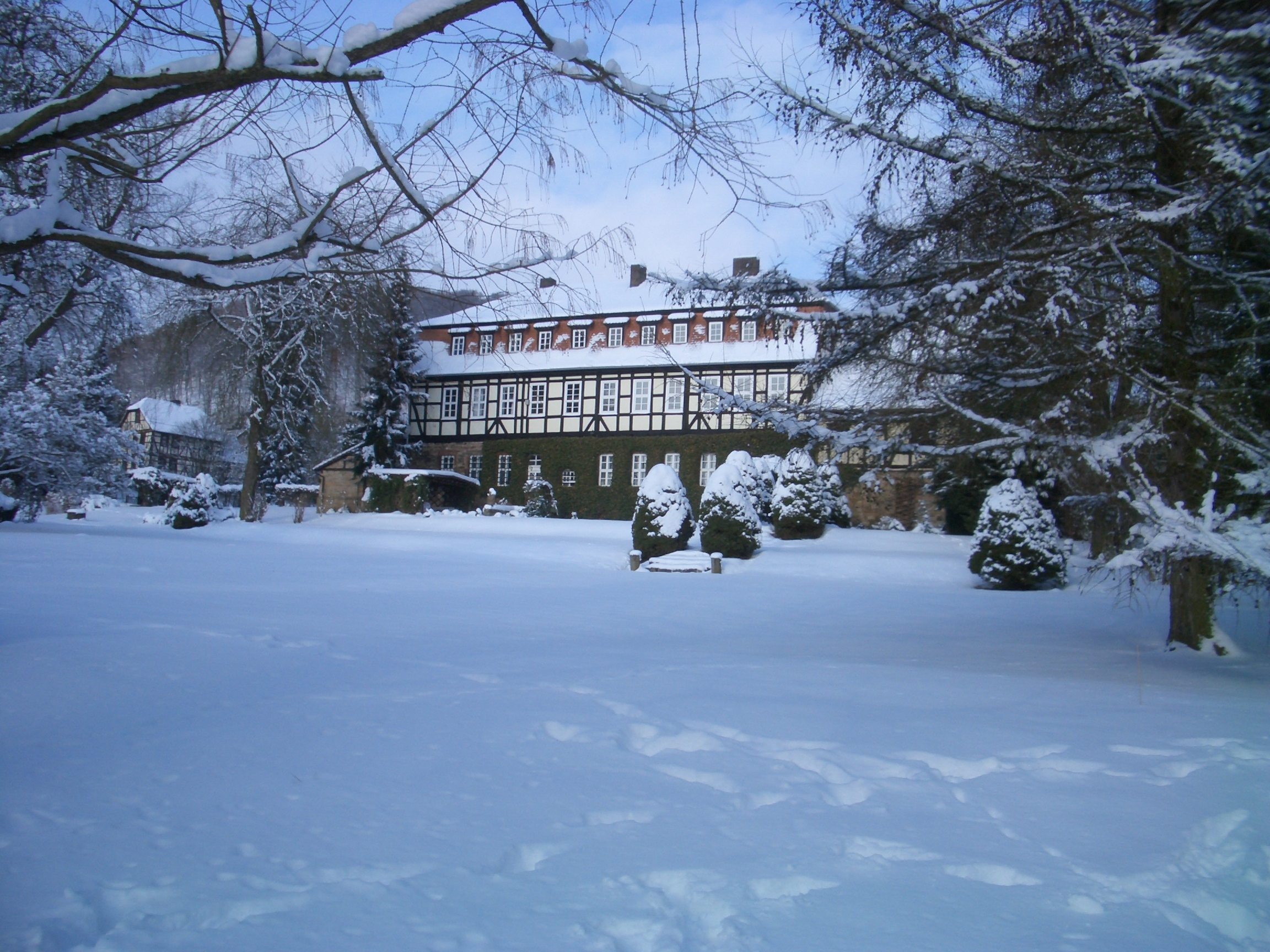
Rittergut Markershausen (seit 1338 im Besitz der Familie Treusch von Buttlar)

### Militärische Dienste
Mitglieder der hessischen Linie standen ebenso wie die aus den sachsen-meiningenschen Häusern zu Grumbach und Wilprechtsroda in Diensten der königlich-preußischen Armee. August Friedrich Georg von Buttlar aus dem Grumbacher Zweig war königlich-preußischer Oberst. Carl Friedrich von Buttlar aus dem Haus Wilprechtsroda war herzoglich sachsen-meiningenscher Oberst, geheimer Kriegsrat und Kommandant von Meiningen. Er stand 16 Jahre bis nach Beendigung des Siebenjährigen Kriegs im Regiment von Romberg. Wilhelm Albrecht von Buttlar, königlich-preußischer Husarenoberst, fiel im 4. Koalitionskrieg im Gefecht bei Halle 1806.
Alfred Freiherr von Buttlar zu Brandenfels, genannt Treusch, Erbe des freiherrlichen Fideikommiss Pischätz (heute Pišece bei Brežice in Slowenien) derer von Moscon in der Untersteiermark, erhielt am 20. April 1909 zu Wien eine österreichische Genehmigung zur Namensvereinigung mit den Freiherren von Moscon.
Ein am 8. Juni 1890 gegründeter Verein der Grafen, Freiherren und Herren von Buttlar, Das von Buttlarsche Gesamtgeschlecht, wird von einem Familienrat verwaltet. Es werden alle drei Jahre Familientage abgehalten.

### Standeserhebungen
Im Laufe der Zeit erhielten verschiedene Mitglieder und Zweige des Geschlechts zahlreiche Standeserhebungen.
Johann Anton Franz von Buttlar von den hessischen Buttlar, kaiserlicher Generalfeldwachtmeister des oberrheinischen Kreises und Bruder des Fürstabts Constantin von Fulda, wurde am 21. Januar 1726 zu Wien in den Reichsgrafenstand erhoben. Aus dem Haus Erlenberg erhielt der königlich-westphälische Kammerherr und Generalpostmeister Georg von Buttlar für die Deszendenz eine westphälische Bestätigung des Freiherrenstandes am 7. bzw. 20. September 1813 zu Kassel. Die Erhebung wurde im Königreich Preußen nicht anerkannt.
Aus dem Haus Ziegenberg erhielt Wilhelm von Buttlar, Herr auf Ziegenberg, ebenfalls am 7. bzw. 20. September 1813 zu Kassel eine westphälische Erhebung in den Freiherrenstand. Sein Sohn, der königlich-preußische Oberst Adolf von Buttlar, erhielt am 16. Dezember 1871 zu Berlin eine preußische Bestätigung zur Führung des Freiherrentitels, die am 29. März 1882 auf alle Nachkommen von Wilhelm von Buttlar erweitert wurde.
Von den ostpreußischen Buttlar wurde Georg Heinrich Melchior von Buttlar, Herr auf Politten und Warnikam und königlich-preußischer Leutnant außer Dienst, am 16. Juni 1782 in den preußischen Freiherrenstand erhoben.
Eberhard von Buttlar, Ritterbankrichter der kurländischen Ritterschaft, wurde am 17. Oktober 1620 in die I. Klasse der Kurländischen Ritterschaft immatrikuliert. Der aus diesem Zweig stammende königlich-polnische Kammerherr Gotthard Wilhelm von Buttlar erhielt am 27. Februar 1651 zu Wien den erbländisch-österreichischen Grafenstand. Eine erbländisch-österreichische Bestätigung zur Führung des Freiherrentitels erhielt Johann von Buttlar, Kommandant von Mährisch-Hradischt, am 10. Mai 1686 zu Wien. Ludwig Johann von Buttlar, Herr auf Erdő-Telek, wurde am 18. Juni 1710 zu Preßburg in den ungarischen Grafenstand erhoben. Eine kaiserlich-russische Anerkennung zur Führung des Barontitels erfolgte am 3. Mai 1854 per Senatsukas. Für die in den russischen Gebieten des Baltikums sesshaften Zweige des Geschlechts erfolgte eine Bestätigung am 28. Februar 1862.
Aus der Linie Buttlar von Brandenfels, genannt Treusch, erhielt Otto Freiherr auf Brandenfels, genannt Treusch, k. u. k. Leutnant der Reserve, am 5. Dezember 1874 zu Meiningen den sachsen-meiningenschen Grafenstand (durch Diplom vom 5. Januar 1875). Eine österreichische Prävalierung des Grafenstandes erfolgte am 5. August 1875 zu Wien durch Reskript.
Aus der Linie Treusch von Buttlar-Brandenfels erhielten der königlich-westphälische Palastpräfekt, Oberst und Kommandant der Nationalgarde Wilhelm Victor Treusch von Buttlar und Carl, Moritz, Joseph, Willibald, Wilhelm und Carl Ernst Treusch von Buttlar am 5. bzw. 6. November 1812 zu Kassel eine westphälische Bestätigung des Freiherrenstandes. Die Kinder aus der Ehe von Adam Ludwig Treusch von Buttlar-Brandenfels, Herr auf Bregden (heute russisch: Wawilowo) in Ostpreußen und königlich-preußischer Oberst außer Dienst, und von Anna Maria Bauer trugen den Namen Treusch von Buttlar-Brandenfels unbeanstandet. Für seine Person erhielt der königlich-preußische Hauptmann Hugo Treusch von Buttlar-Brandenfels am 11. Dezember 1893 zu Potsdam Neues Palais eine Genehmigung zur Führung des Freiherrentitels.
Die Grafen, Freiherren und Herren von Buttlar schlossen sich mit Satzung vom 8. Juni 1890 zu einem Verein des von Buttlar’schen Gesamtgeschlechts zusammen, der heute als Familienverband fortbesteht.

## Wappen
Das ursprüngliche Stammwappen, nach einem Siegel aus dem Jahre 1324, zeigt drei (2:1) Butten.
Das Wappen des Stammes Buttlar zeigt in Rot eine silberne Butte mit zwei goldenen Reifen und links zwei goldenen Tragebändern. Auf dem Helm mit rot-silbernen Helmdecken steht eine mit drei (rot-silber-rot) Straußenfedern besteckte rote Säule, an der ein rechtsgekrümmtes silbernes und goldbeschlagenes Jagdhorn (mittelalterliche Form: Hifthorn), das an gekreuztem goldenen Trageband hängt.
Das Wappen der Thüringer und fränkischen Linie Buttler zeigt den gleichen Schild. Auf dem Helm mit rot-silbernen Helmdecken befindet sich ein ruhendes goldbeschlagenes rotes Jagdhorn (Hifthorn) mit aufwärtsgeschlungener goldener Schnur. Das Mundstück ist mit drei rot-silber-roten Straußenfedern besteckt.
Das Wappen der Treusch von Buttlar zeigt in Rot eine silberne Butte mit zwei goldenen Reifen und rechts zwei goldenen Tragebändern. Auf dem Helm mit rot-silbernen Helmdecken ist ein Kranz von fünf silbernen Rosen, aus dem drei rot-silber-rote Straußenfedern hervorgehen.

Wappen derer von Buttlar
Wappen derer von Buttler und von Butler
Wappen der Treusch von Buttlar
Wappen derer von Germar

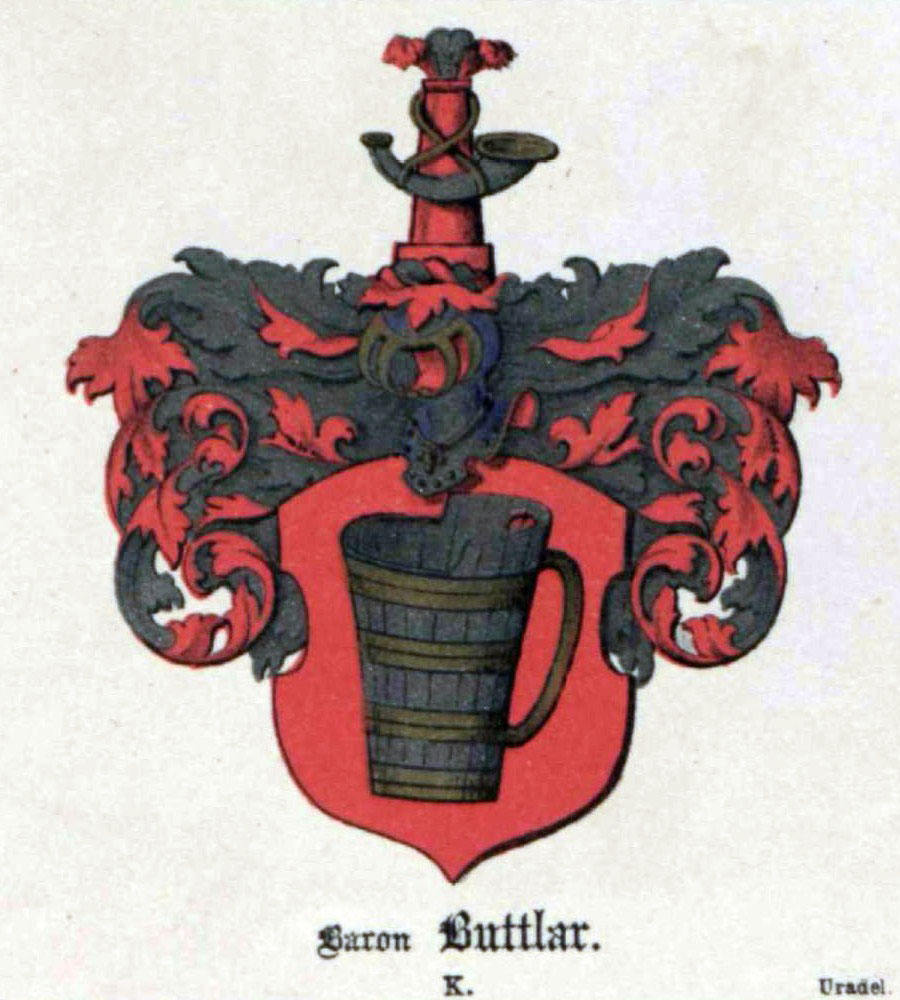
Wappen derer von Buttlar (Barone)
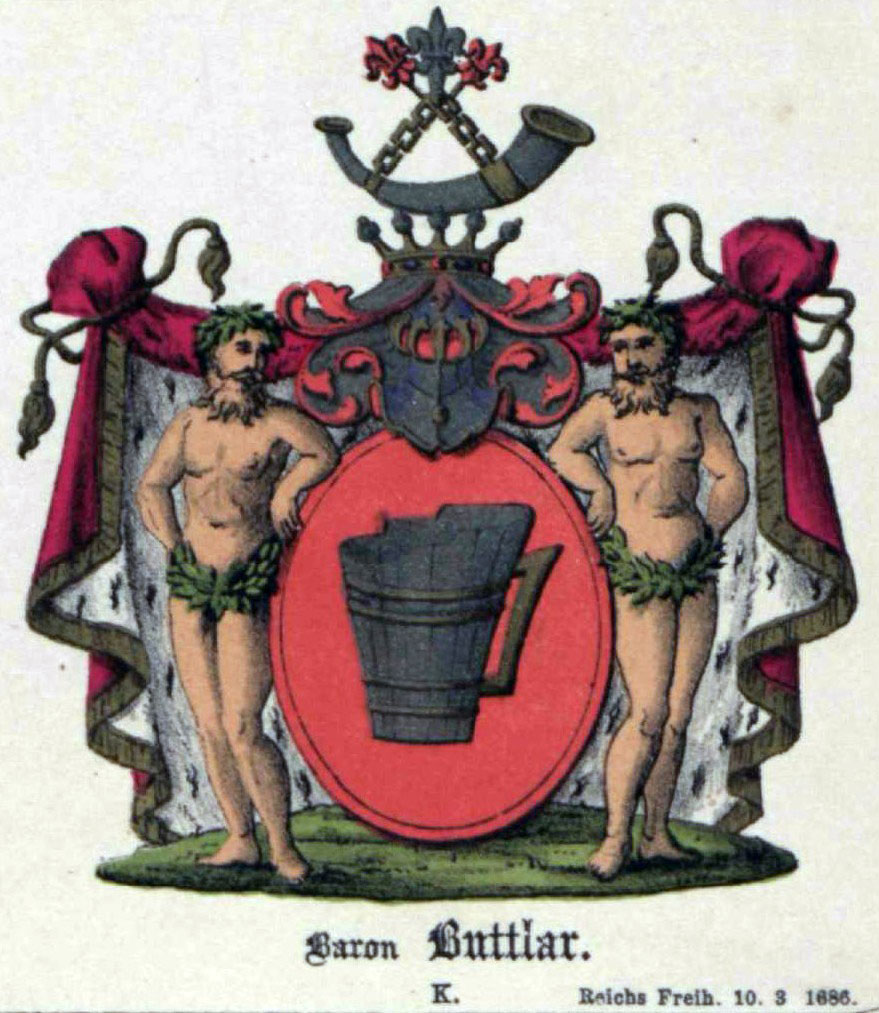
Wappen derer von Buttlar (Barone)
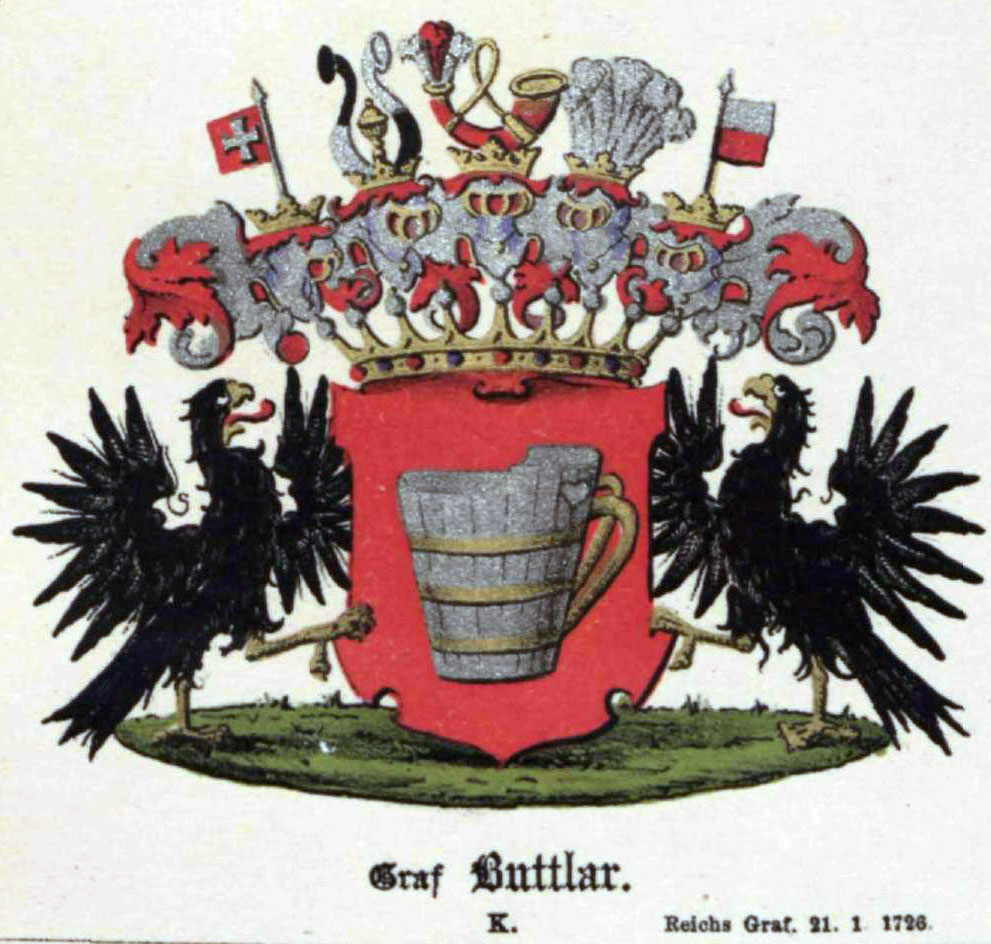
Wappen derer von Buttlar (Grafen)
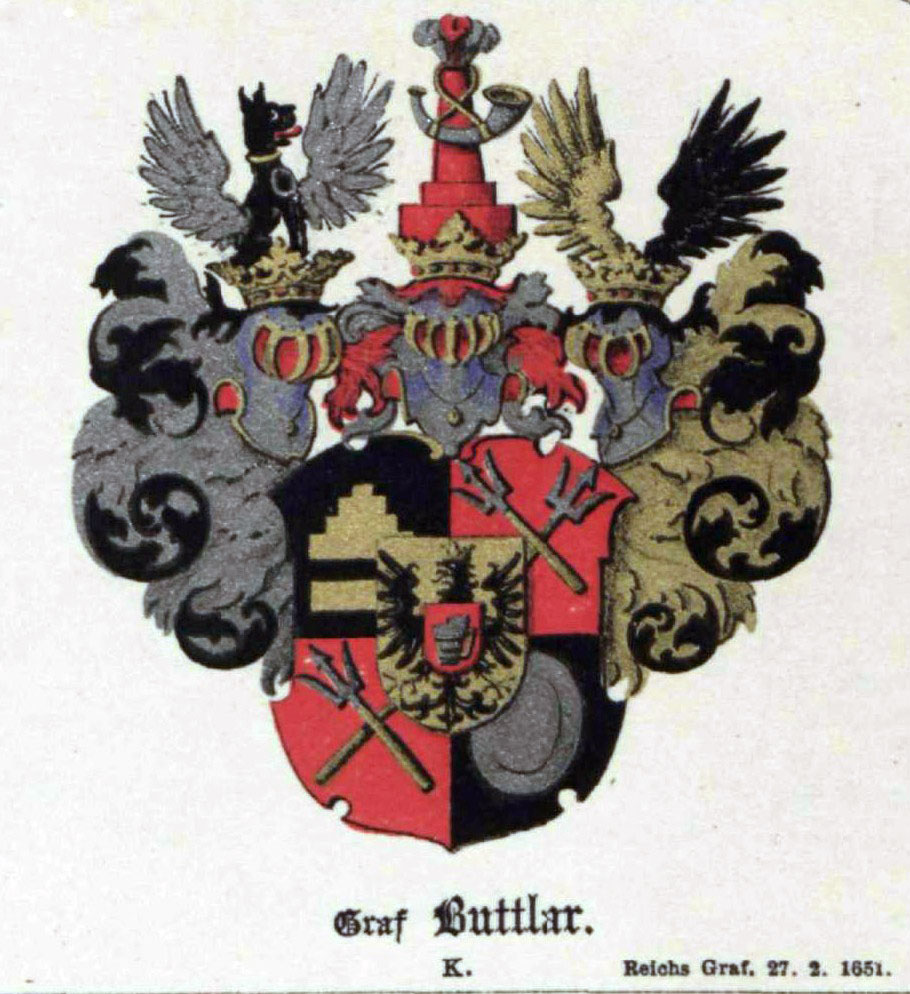
Wappen derer von Buttlar (Grafen)

## Namensträger

Ein Frhr. Treusch von Buttlar-Brandenfels vor 1886

- Adrian von Buttlar (* 1948), deutscher Kunsthistoriker
- Alfred von Buttlar-Moscon (1898–1972), österreichischer Schriftsteller, Lyriker und Übersetzer
- Augusta von Buttlar (1796–1866), deutsche Porträt- und Miniaturmalerin
- Carl-Hubertus von Butler (* 1950), Generalleutnant der Bundeswehr
- Edgar von Buttlar (1889–1955), deutscher Generalmajor
- Egon Freiherr von Buttlar (1899–1987), Dirigent, Unterhaltungsmusiker, Pianist
- Eva von Buttlar (1670–1721), deutsche Mystikerin
- Franz Adolph von Buttlar (1727–1803), kurmainzischer und kurtrierischer, auch fürstlich-fuldischer Geheimer Rat, Ritter des Goldenen Löwenordens
- Georg von Buttlar der Ältere (1408–1489), Hofdiener des Landgrafen Ludwig I. von Hessen, erwarb 1451 die Herrschaft Ziegenberg als Pfandschaft
- Georg von Buttlar der Jüngere, kaufte 1494 die Herrschaft Ziegenberg und erhielt sie als erbliches Mannlehen
- Georg Daniel von Buttlar (1671–1727), Deutschordensritter
- Georg von Buttlar (Kammerherr) (1763–1811), Kurhessischer Kammerherr und Königlich-Westphälischer Generalpostmeister
- Gerda Freifrau Treusch von Buttlar-Brandenfels (1894–1975), deutsche Schriftstellerin
- Hans Heinrich Treusch von Buttlar, als „der Achtbare“ Mitglied in der Fruchtbringenden Gesellschaft
- Haro von Buttlar († 2000), deutscher Physiker
- Herbert von Buttlar (1912–1976), deutscher Klassischer Archäologe und Wissenschaftsmanager
- Horst Freiherr Treusch von Buttlar-Brandenfels (1900–1990), deutscher Generalmajor
- Horst Treusch von Buttlar-Brandenfels (Luftschiffer) (1888–1962), deutscher Luftschiffkommandant
- Horst von Buttlar (* 1975), deutscher Journalist
- Johann Anton Franz von Buttlar (1685–1731), oberrheinischer, preußischer und kaiserlicher Generalmajor
- Johann Christoph von Buttlar († 1705), Generalmajor
- Julius Adolf Friedrich Treusch von Buttlar (1716–1784), Generalmajor
- Karl Friedrich August Treusch von Buttlar (1790–1856), sächsischer Generalmajor und Kriegsminister
- Konstantin von Buttlar (1679–1726), Fürstabt von Fulda
- Ludwig Treusch von Buttlar-Brandenfels (1804–1872), preußischer Generalleutnant
- Ludwig von Buttlar (1850–1928), Landrat
- Peter von Butler (1913–2010), Generalleutnant der Bundeswehr
- Peter von Butler (1940–2014), deutscher Diplomat
- Richard von Buttlar († 23. August 1466), Großprior des Johanniterordens in Deutschland
- Robert Treusch von Buttlar-Brandenfels, deutscher Spion, der zwischen 1936 und 1945 mehrfach die Seiten wechselte und durch den Prozess zum Verhörzentrum Bad Nenndorf bekannt wurde.
- Rudolf von Buttlar (1802–1875), deutscher Forstwirt, Erfinder und Politiker
- Ruprecht von Butler (1924–2024), Generalmajor der Bundeswehr
- Ruprecht Horst von Butler (* 1967), Generalmajor der Bundeswehr
- Walrab von Buttlar (1924–1983), leitender Mitarbeiter des Bundesnachrichtendienstes[10]
- Walter Treusch von Buttlar-Brandenfels (1865–1954), Generalmajor
- Wilhelm Treusch von Buttlar-Brandenfels (1814–1889), preußischer Generalmajor
- Wolfgang Treusch von Buttlar-Brandenfels (1861–1928), Generalleutnant